# Flindersia ifllaiana
Flindersia ifllaiana är en vinruteväxtart som beskrevs av Ferdinand von Mueller. Flindersia ifllaiana ingår i släktet Flindersia och familjen vinruteväxter. Inga underarter finns listade i Catalogue of Life.